# Skodsbøl Fyr
Skodsbøl Fyr oder Leuchtturm Schottsbüll ist ein kleiner Leuchtturm (dänisch Fyr) zwischen Rendbjerg und dem Ort Broager auf der dänischen Seite der Flensburger Förde.

## Hintergrund
Der Leuchtturm wurde im Jahr 1896 südlich des kleinen Dorfes Schottsbüll (dänisch Skodsbøl) errichtet. Die Gegend gehörte damals, nach dem Deutsch-Dänischen Krieg, noch zum Deutschen Kaiserreich. Zum Ende des 19. Jahrhunderts wurde vermehrt Marineeinheiten in die Fördestadt Flensburg verlegt. Die Förde wurde insbesondere für Torpedobootübungen genutzt, so dass letztlich Anfang des 20. Jahrhunderts die Torpedostation in Flensburg-Mürwik angelegt wurde. 1905 wurde die Verlagerung deutscher Marineverbände von Kiel nach Flensburg und Sonderburg beschlossen. Im selbigen Zeitraum wurden der Großteil der Leuchttürme an der Flensburger Förde errichtet, weshalb vermutet wird, dass diese Entwicklung beim Bau der Leuchttürme eine Rolle gespielt haben könnte.
Der Leuchtturm wurde baugleich mit dem Leuchtturm von Lågemade und dem Leuchtturm von Rinkenæs gefertigt. An der Tür des Leuchtturms befindet sich eine Platte mit der übermalten Inschrift „Maschinen–Fabrik N. Jepsen Sohn Flensburg“. Diese Fabrik befand sich beim Flensburger Margarethenhof.
Nach der Volksabstimmung in Schleswig im Jahr 1920 wurde der Leuchtturm der dänischen Verwaltung übergeben. 1976 wurde der Leuchtturm modernisiert. Die alte Leuchtanlage wurde abgebaut und zwei elektrische Laternen wurden installiert, von denen eine der Reserve dient.
Der Leuchtturm steht inmitten eines Ackerfeldes. Das zugehörige Oberfeuer des Leuchtturms steht weiter nördlich 54° 54′ 6″ N, 9° 38′ 54″ O. Der Leuchtturm Schottsbüll ist nicht nur von der Wasserseite erkennbar. Die nördlich gelegene Fernstraße 401 ermöglicht einen Blick auf den Leuchtturm. Der Gendarmstien führt am Leuchtturm entlang.